# 森夫滕贝格
森夫滕贝格（德語：Senftenberg，發音：[ˈzɛnftn̩ˌbɛʁk] ⓘ，發音：[ˈzwɨ ˈkɔmɔrɔw]）是德国勃兰登堡州上施普雷瓦尔德-劳西茨县的城市，也是上施普雷瓦尔德-劳西茨县的县治，面积127.56平方千米，2023年12月31日人口为23,282人。